# Conflitto brandeburgo-pomerano
A partire dal XII secolo, il margraviato e poi elettorato di Brandeburgo entrò in conflitto col vicino ducato di Pomerania per questioni di confini che entrambi reclamavano come legittimi e sullo status del ducato stesso di Pomerania che il Brandeburgo reclamava come feudo e che invece la Pomerania riteneva essere un'immediatezza imperiale. Il conflitto sfociò spesso in guerre aperte, anche se nessuna delle due parti riuscì a prevalere sino a quando la casa di Pomerania non si estinse nel 1637. Il Brandeburgo a questo punto riuscì a prevalere, ma venne minacciato dalla contemporanea occupazione svedese della Pomerania, ed il conflitto proseguì tra Svezia e Brandeburgo-Prussia sino al 1815, quando la Prussia incorporò definitivamente la Pomerania svedese rendendola una propria provincia.

## L'epoca altomedievale

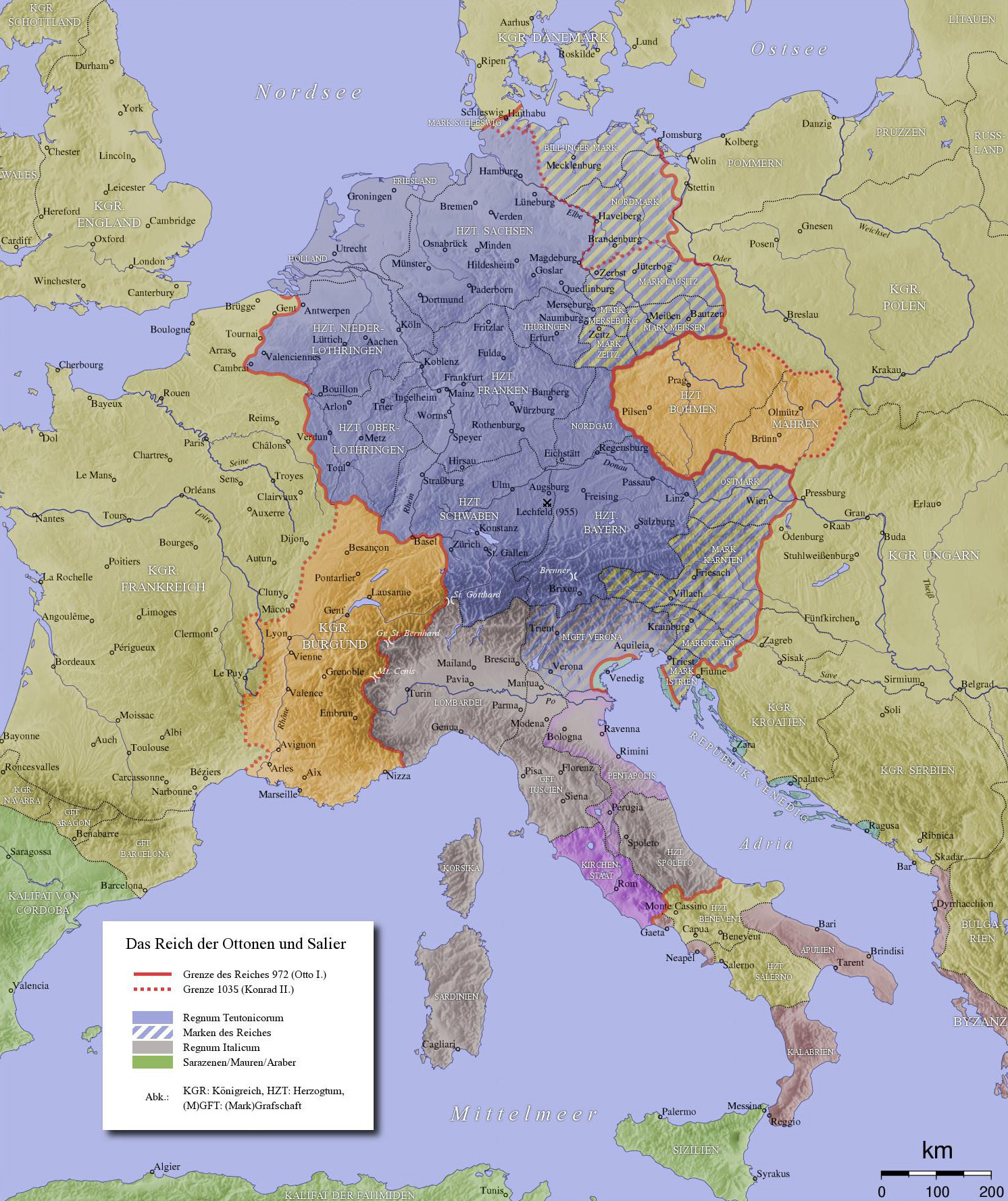
Il Sacro Romano Impero con le proprie marche (aree tratteggiate) nel X secolo

Nel X secolo l'area dei futuri Brandeburgo e Pomerania era abitata da tribù di Slavi occidentali, collettivamente noti come Venedi. Approssimativamente, le tribù ad est dell'Oder ed a nord del Warta costituivano i Pomerani mentre le tribù ad ovest dell'Oder erano i Luticiani.
Le tribù ad ovest dell'Oder vennero organizzate in marche durante il regno degli Ottoniani (Liudolfingi), che divennero poi sovrani del Sacro Romano Impero con l'incoronazione di Ottone I del Sacro Romano Impero nel 962. Le marche interessavano l'area dei futuri Brandeburgo e Pomerania erano la Marca dei Billunghi a nord e la Marca della Sassonia orientale a sud; il confine era costituito dal fiume Peene. La marca dei sassoni orientali venne divisa a sua volta nell'area costituente il futuro Brandeburgo mentre la Pomerania venne riorganizzata con la marca a nord. Una ribellione dei Liuticiani detronizzò il governo dei margravi in gran parte delle marche del nord e dei Billunghi tra il 983 ed il 995. Nell'11 secolo, la confederazione liuticiana collassò per lotte interne, lasciando i territori vulnerabili a campagne militari condotte dai vicini, incluse le spedizioni organizzata dalla marca del Nord.

## La casata di Ascania contro la casata di Pomerania
Vartislao I di Pomerania fu il primo membro verificabile della casa di Pomerania e conquistò Peene e Tollense ad ovest del basso Oder ai Luticiani nel corso degli anni '20 dell'XI secolo. Alberto l'Orso, investito della Marca di Lusazia nel 1123, era pronto a succedere al defunto conte Enrico di Stade come margravio della Marca del Nord nel 1128, e venne investito difatti con tale marca dall'imperatore Lotario di Supplimburgo nel 1134, dopo che questi si fu assicurato la successione di Pribislavo degli Hevelli nel 1129. Nel 1128, Alberto prese parte all'organizzazione di una missione contro Ottone di Bamberga nelle aree dei luticiani e Vartislao lo supportò con una scorta di uomini. Quando nel 1136 l'imperatore Lotario diede le terre di Peene al vescovato di Bamberga, ad Alberto venne chiesto di approvare questo spostamento.

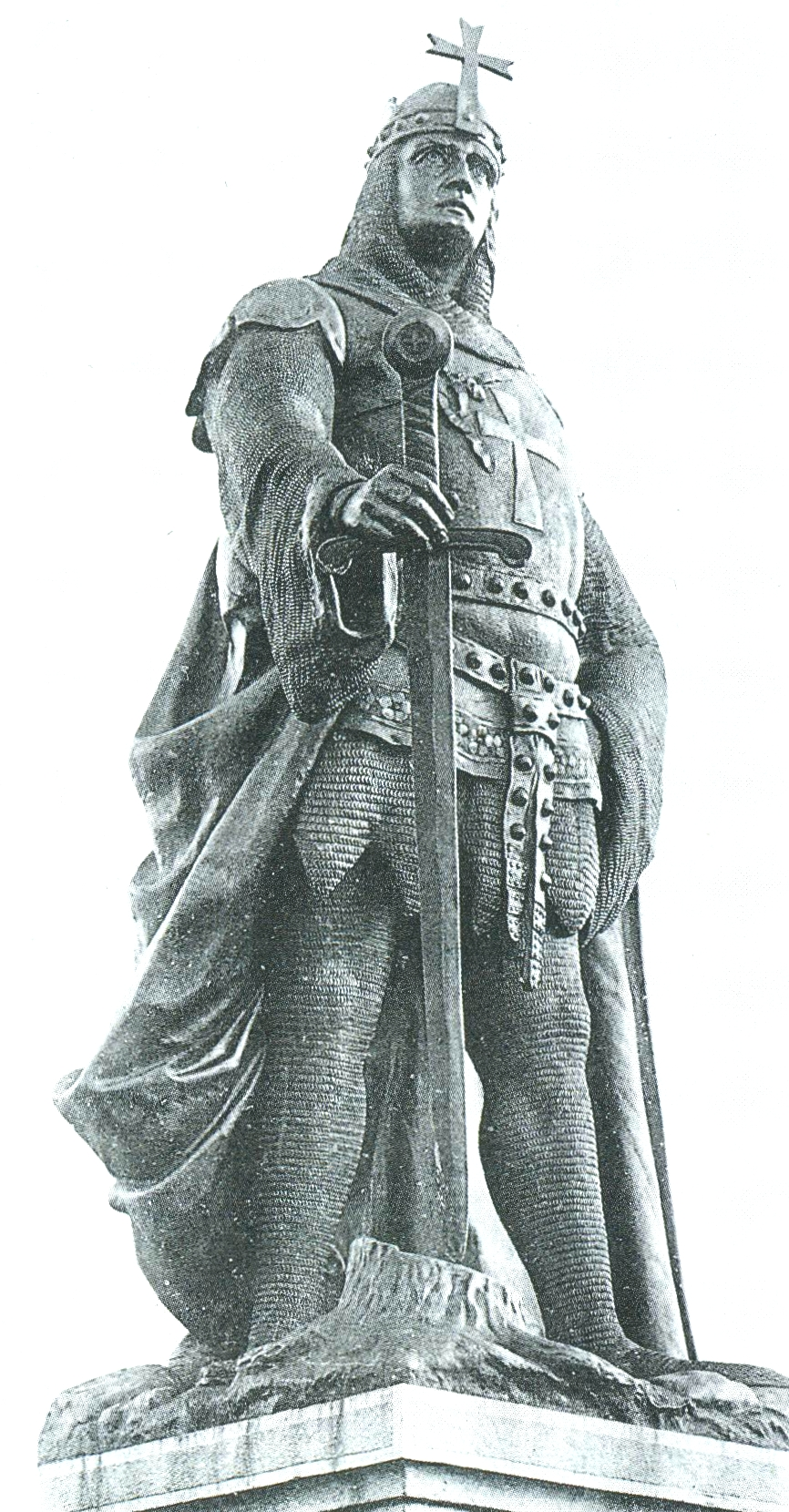
Alberto l'Orso, statua a Ballenstedt

Focalizzato sulla Marca del Nord, Alberto rinunciò al suo incarico come margravio di Lusazia nel Lusatia nel 1136, che venne fusa con la marca di Meißen e divenne la base dello stato della casata dei Wettin. Nel 1138, Corrado III di Germania investì Alberto l'Orso del ducato di Sassonia, ma Alberto diede le dimissioni da tale incarico nel 1142 per l'opposizione della nobiltà locale che era favorevole ad Enrico il Leone.
Nel 1147, Alberto prese parte alla crociata wendica verso le fortezze pomerane di Demmin e Stettino, che ad ogni modo non portò all'acquisizione dei territori (la grandezza della Marca del Nord ora controllata da Alberto differiva significativamente da quanto promessogli originariamente dall'imperatore Lotario). Al contrario, come risultato della crociata, diversi nobili sassoni avevano instaurato piccoli stati sovrani all'interno della marca e i pomerani possedevano ancora vaste aree a sud del fiume Peene come la Uckermark. Alberto ad ogni modo succedette a Pribislavo nei territori degli Hevelliani nel 1150, e quando sconfisse Jaxa di Köpenick ed incorporò i territori di quest'ultimo nella sua marca nel 1157, il termine margraviato di Brandeburgo rimpiazzò la designazione precedente di Marca del Nord. Alberto avanzò quindi le proprie pretese sulla Pomerania occidentale, e battagliò nella Uckermark dal 1157.
Il successore di Alberto l'Orso in Sassonia, Enrico il Leone, era all'epoca uno dei più potenti nobili di Germania. Inseguendo i propri interessi nei territori dei Wendi e col supporto dei danesi, Enrico sconfisse i ribelli Obroditi e i loro alleati pomerani nella battaglia di Verchen presso la fortezza pomerana di Demmin nel 1164. Di conseguenza, i duchi di Pomerania divennero vassalli di Enrico, e supportarono Enrico nelle successive campagne contro i margravi di Brandeburgo. Ad ogni modo, Enrico alla fine perse la sua lotta con l'imperatore Federico Barbarossa e nel 1180 venne privato di tutti i suoi titoli ducali. I duchi di Pomerania giurarono fedeltà al Barbarossa nel 1181, sventando così le ambizioni della casa degli Ascanidi.
La costante pressione militare dei danesi portò alla proclamazione del vassallaggio danese in Pomerania nel 1184/85. I margravi ascanidi lanciarono diverse spedizioni nella Pomerania danese tra il 1198 ed il 1199 e tra il 1211 ed il 1214. Malgrado il sacco di Stettino del 1214 e altre conquiste nell'area di Finow, non furono ad ogni modo in grado di stabilirsi in maniera permanente in Pomerania e la superiorità danese portò addirittura Federico II del Sacro Romano Impero a rinunciare a tutte le sue pretese in Germania in favore della Danimarca nel 1214. Da allora, i margravi restrinsero la loro ambizione nel controllo della frontiera brandeburgo-pomerana erigendo la fortezza di Oderberg "contra Sclavos" nel 1214. Solo dopo la sconfitta delle forze danesi nella battaglia di Bornhöved del 1227, l'area venne reclamata dall'impero come possedimento. I margravi brandeburghesi rafforzarono così le loro pretese sulla Pomerania, e vennero investiti del ducato da Federico II nel 1231 a Ravenna.

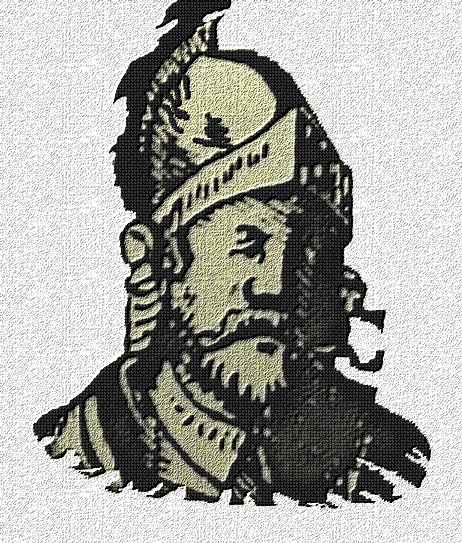
Il duca Barnim I di Pomerania

Negli anni '30 del XIII secolo, il Margraviato di Brandeburgo era governato da due fratelli della casata degli Ascanidi, Giovanni I e Ottone III, mentre il ducato di Pomerania venne diviso e governato da due cugini della casata di Pomerania, Vartislavo III di Pomerania-Demmin e Barnim I di Pomerania-Stettino. Giovanni I di Brandeburgo sposò la figlia di Valdemar Sejr, re di Danimarca, e quindi venne in possesso di metà della terra di Wolgast in Pomerania. Egli costrinse quindi Vartislavo III a firmare il trattato di Kremmen nel 1236: Vartislavo III dovette riconoscere la signoria brandeburghese e la successione alla Pomerania-Demmin, e cedere i suoi territori a sud di Demmin al Brandeburgo.
Sempre negli anni '30 del XIII secolo, Barnim I vendette la Uckermark tra Templin e Angermünde ai margravi e rinunciò ai suoi diritti sulle aree di Barnim e Teltow. Col successivo trattato di Landin (Hohenlandin) del 1250, Barnim I formalmente accettò la signoria brandeburghese e cedette la Uckermark settentrionale al Brandeburgo, ma in cambio ricevette parte del Wolgast di Giovanni e cercò di rescindere la clausa di successione stabilita col trattato di Kremmen. Barnim I fece ulteriori concessioni territoriali quando venne stabilita la Neumark ("Nuova Marca") assieme al fiume Warthe nella seconda metà del XIII secolo, e nel 1267 sposò Mectilde, figlia di Ottone III di Brandeburgo.
Barnim I aveva ereditato la Pomerania-Demmin da Vartislavo III che era morto senza eredi nel 1264, ma il ducato venne nuovamente diviso internamente nel 1295, con la parte a nord che divenne Pomerania-Wolgast e quella a sud il Pomerania-Stettino. Nel 1302, Ottone I di Pomerania-Stettin, nipote del margravio Ottone III di Brandeburgo, siglò una pace col Brandeburgo. Le tensioni con la Pomerania-Wolgast si fecero sentire quando Valdemaro divenne margravio di Brandeburgo nel 1309, e i brandeburghesi impegnarono Schlawe-Stolp alla Pomerania col trattato di Templin, concluso nel 1317. Con la morte senza eredi di Valdermaro, la casata di Ascania si estinse.

## La casata di Pomerania contro la casata dei Wittelsbach

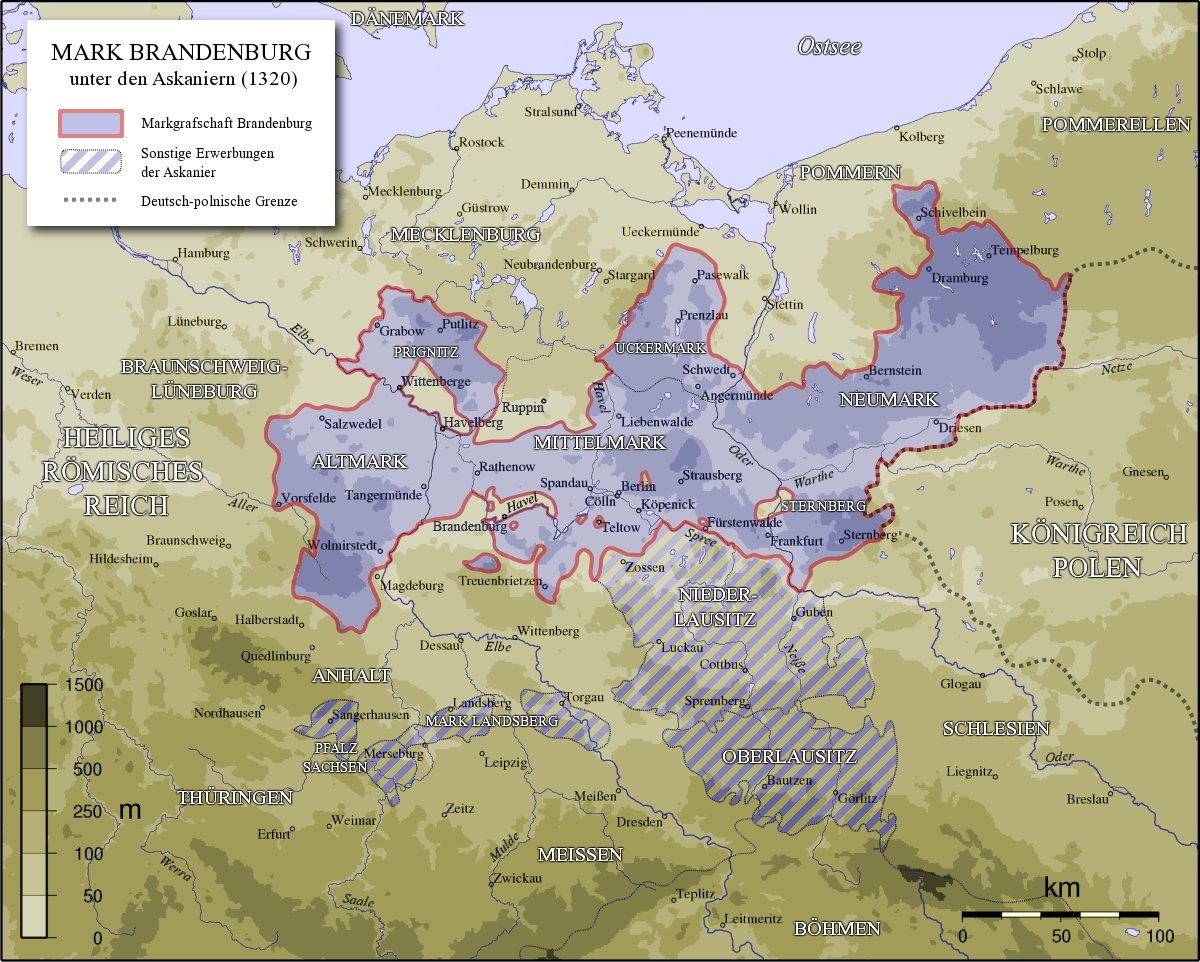
Il margraviato di Brandeburgo nel 1320.

La casata dei Wittelsbach (di Baviera) non succedette immediatamente al margraviato di Brandeburgo alla casata degli Ascanidi: dal momento che gli elettori del Sacro Romano Impero discordarono tra loro nel 1314, scoppiò una guerra tra i due candidati Ludovico di Wittelsbach e Federico d'Asburgo che perdurò sino al 1322, quando Ludovico prevalse nella battaglia di Mühldorf. Per questo la morte di Valdemaro non venne seguita da una vera e propria investitura di un altro nobile al margraviato di Brandeburgo per la mancanza di un vero e proprio imperatore.
Il parente più prossimo del defunto Valdemaro era suo cugino Enrico, di appena dieci anni, che però non aveva pretese sufficienti al margraviato. Enrico era figlio dello zio di Valdemaro, Enrico di Landsberg, un distante parente sia di Vartislavo IV di Pomerania-Wolgast che di Rodolfo I di Sassonia-Wittenberg, sempre degli Ascanidi, che aveva sposato una figlia dell'ex margravio ascanide Ottone V di Brandeburgo. Varislavo IV avanzò velocemente nel Brandeburgo orientale, prese il ragazzo in custodia e agì de facto come governante del margraviato.
Rodolfo I sull'altro fronte si dichiarò anch'egli custode della vedova di Valdemaro e prese possesso del Brandeburgo centrale (Havelland, Teltow e Barnim). I piani di Rodolfo I vennero sconvolti quando la vedova di Valdemaro sposò Ottone di Brunswick alla fine del 1319. Pur continuando la propria occupazione dei territori brandeburghesi, nel 1320 ottenendo il controllo di Havelland, Teltow, Barnim, Zauche e Bassa Lusazia. Come Vartislavo IV, Rodolfo I tentò di prendere in custodia il giovane Enrico e probabilmente riuscì a farlo all'inizio del 1320. Enrico morì nell'estate del 1320. In anticipazione di una possibile lotta per il Brandeburgo con un rivale, i duchi di Pomerania avevano assoggettato il loro ducato al vescovo di Cammin in quello stesso anno.
Nel frattempo, altri vicini del Brandeburgo annetterono aree di frontiera del margraviato come l'area di Görlitz che andò alla Slesia, l'area di Bautzen alla Boemia, mentre le forze del Meclemburgo occuparono Prignitz ed avanzarono verso la Uckermark. Le forze della Pomerania avanzarono pure nella Uckermark, fermando così la campagna dei meclemburghesi ed occupando le aree di Prenzlau e Pasewalk. Inoltre, i duchi pomerani come Rodolfo I di Sassonia-Wittenberg reclamavano l'area di Lebus.

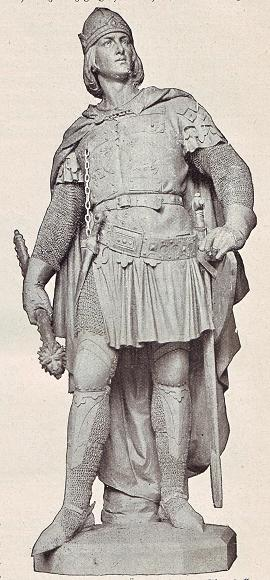
Ludovico V di Baviera (Ludovico il Brandeburghese)

Dopo che Ludovico di Wittelsbach, incoronato Ludovico IV del Sacro Romano Impero, ebbe vinto la guerra contro gli Asburgo nel settembre del 1322, questi assegnò il margraviato di Brandeburgo al figlio settenne Ludovico V "il Brandeburghese" nel 1323. L'investitura formale avvenne nel 1324, ed includeva il ducato di Pomerania come feudo brandeburghese. Rodolfo I sul finire del 1324 si ritirò dall'area del Brandeburgo in cambio di una compensazione in denaro, e la casata dei Wittelsbach ottenne così il pieno controllo del margraviato. Nel corso di questo processo, i pomerani dovettero ritirarsi dalla Uckermark dopo una serie di battaglie combattute tra la fine degli anni '20 e i primi anni '30 del XIV secolo. Nel 1330, decretarono il loro ducato come feudo papale per evitare le pretese del Brandeburgo. Nel 1338, conclusero una pace col Brandeburgo, il quale rinunciò alle proprie pretese di successone ma mantenendo il diritto di successione.
Nel 1348 Valdemaro di Brandeburgo-Stendal si autoproclamò margravio dell'intero Brandeburgo con la scusa di essere in realtà Valdemaro di Brandeburgo dichiarato morto per errore durante il suo pellegrinaggio in Terrasanta. Su probabile consenso di Carlo IV del Sacro Romano Impero, questi venne investito del margraviato tra il 1148 ed il 1150. La casa di Wittelsbach venne espulsa dalla maggior parte dei possedimenti brandeburghesi e rimase solo a Neumark ed in alcune aree adiacenti. Assieme alla Danimarca, i duchi di Pomerania si schierarono con i Wittelsbach, ma l'alleanza venne meno quando nel 1350 Carlo IV decise di reinvestire il Brandeburgo ai Wittelsbach. Ludovico VI il Romano, margravio tra il 1351 ed il 1365, dovette ristabilire il proprio dominio in opposizione agli Ascanidi, riuscendovi completamente solo nel 1355. Nel corso di questo processo, vennero fissati inoltre i confini dell'Uckermark nel 1354.
Quando la guerra scoppiò nuovamente negli anni '70 del Trecento tra i duchi pomerani ed il successore di Ludovico VI, Ottone V, i pomerani si allearono con Carlo IV: seguendo la politica di espansione territoriale e consolidamento economico del regno di Boemia (che era tra i suoi possedimenti), Carlo IV concluse nel 1365 (già prima della morte di Ludovico IV) un trattato sia con Ludovico IV che con suo fratello Ottone V per la successione del figlio di Carlo IV, Venceslao, al trono del Brandeburgo. Inoltre, Ottone V cedette l'amministrazione del Brandeburgo nelle mani di Carlo IV per sei anni nel 1365. Nel 1373, Carlo IV costrinse Ottone V a siglare il trattato di Fürstenwalde col quale Ottone V rinunciava alle proprie pretese sul Brandeburgo (dalla Bolla d'oro del 1356 proclamato elettorato imperiale) in favore della casata di Lussemburgo a cui l'imperatore apparteneva in cambio della compensazione di 300.000 gulden e del pegno di parti della Nuova Boemia (Alto Palatinato).

## La casata di Lussemburgo contro la casata di Pomerania

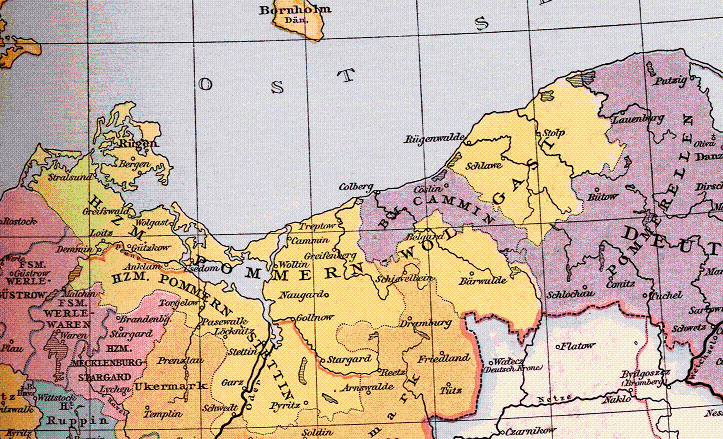
Il ducato di Pomerania (in giallo) nel 1400, la Pomerania-Stettino e la Pomerania-Wolgast sono indicate; in viola: Diocesi di Cammin e stato dei cavalieri teutoni; in arancione: il margraviato di Brandeburgo; in rosa: i ducati di Meclemburgo

I duchi di Pomerania si trovarono sempre in accordo conCarlo IV del Sacro Romano Impero il quale riuscì per questo ad ottenere l'elettorato di Brandeburgo per la sua casata de facto dal 1365 al 1371, e de jure dal 1373. Carlo IV garantì inoltre alla casata di Pomerania il ducato di Pomerania come immediatezza imperiale.
Gli eredi di Carlo IV, ad ogni modo, non proseguirono questa sua politica di integrazione territoriale e consolidamento economico del Brandeburgo: al contrario, l'elettorato attraverso momenti di divisioni e decadenza economica. I duchi di Pomerania ebbero relazioni alterne con l'Impero e riuscirono a condurre una campagna militare nell'Uckermark di loro iniziativa o come alleati degli oppositori del Brandeburgo, spostando i confini brandeburghesi oltre Prenzlau, più a sud. Nel 1411, la casata di Lussemburgo rinunciò all'elettorato e trasferirono il loro titolo a Federico IV, burgravio di Norimberga, della casata degli Hohenzollern, che iniziò così a regnare sul Brandeburgo come Federico I.

## La casata di Hohenzollern contro la casta di Pomerania

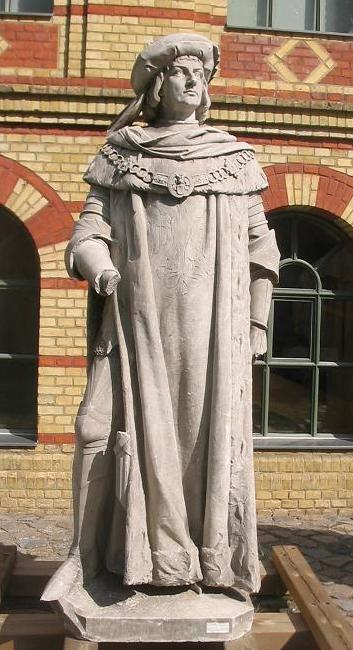
Federico I

Quando Federico I di Hohenzollern ottenne l'elettorato di Brandeburgo nel 1411, lui ed i suoi successori tentarono di diminuire sempre più l'influenza della nobiltà, dei consigli cittadini e del clero locali, perseguendo una politica di espansione territoriale. Dal momento che la frontiera est a confine con la Pomerania, la Neumark, era stata impegnata all'Ordine Teutonico dal 1402 al 1455, la frontiera occidentale (Uckermark) divenne il punto focale del confronto tra Brandeburgo e Pomerania: la prima battaglia di peso si verificò tra i due eserciti nel 1412 a Kremmer Damm, appena un anno dopo l'ascesa di Federico I all'elettorato.
Il ducato di Pomerania si trovava all'epoca diviso internamente in stati minori e ciascun Teilherzogtum era governato da un membro della casata di Pomerania. Le prime guerre vennero combattute da Federico I contro i duchi di Pomerania-Stettino, alleati della potente famiglia brandeburghese dei von Quitzow, ma quando questi ultimi, vennero espulsi dal Brandeburgo, per bando imperiale dalla Pomerania-Stettino, venne sottoscritta una pace temporanea tra Brandeburgo e Pomerania presso Eberswalde nel 1415. I duchi di Pomerania, alleati coi duchi di Meclemburgo nel 1418, ripresero i loro attacchi ma vennero sconfitti pesantemente dalle forze brandeburghesi nelle strade di Angermünde nel 1420 e dovettero arrendere anche la Uckermark col successivo trattato di Perleberg. Nel 1425, l'alleanza anti-brandeburghese lanciò una campagna di successo che portò alla divisione della Uckermark tra Brandeburgo e Pomerania sulla base del secondo trattato di Eberswalde nel 1427.
Nel 1444, la guerra per i confini della Uckermark scoppiò nuovamente. Dopo quattro anni di scontri, Brandeburgo e Pomerania con la pace di Prenzlau (1448) si accordarono per una divisione della Uckermark che di poco differiva da quella già stabilita nel 1427. Nel 1459, il Brandeburgo ottenne ulteriori fortezze nell'Uckermark per aver sostenuto i duchi di Pomerania in alcune loro lotte interne con Eric II di Pomerania.
Con la morte di Ottone III di Pomerania-Stettino nel 1464, scoppiarono una serie di conflitti per la sua successione, pretesa sia dalla casata di Pomerania che da quella di Hohenzollern. I campi di battaglia furono il ducato di Pomerania-Stettino, la Uckermark e la Neumark, e la guerra si fermò solo per brevi periodi con il trattato di Soldin (1466) e col trattato di Prenzlau (1472). Il trattato di Prenzlau (1479) pose fine alla guerra, confermando in gran parte i termini dei precedenti trattati: la Pomerania-Stettino rimase sotto il controllo della casata di Pomerania, che divenne quindi a sua volta vassalla degli elettori del Brandeburgo.
La pace di Prenzlau venne seguita da una serie di negoziati che portarono alla conclusione del trattato di Pyritz nel 1493, ed al trattato di Grimnitz nel 1529: il ducato di Pomerania divenne un'immediatezza imperiale, ma i membri della casata di Pomerania dovevano prestarvi giuramento in presenza di rappresentanti del Brandebugo e la casata brandeburghese ottenne il diritto di successione sul ducato di Pomerania in caso di estinzione della casata locale.

## Gli Hohenzollern contro la Svezia

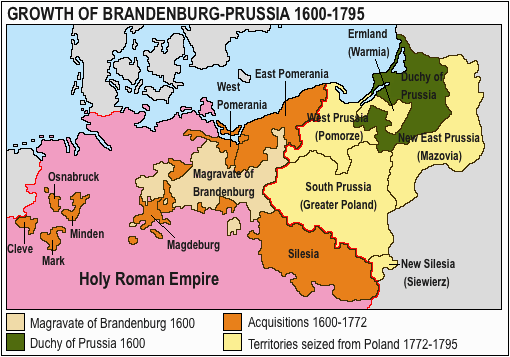
L'espansione del Brandeburgo-Prussia tra il 1600 ed il 1795.

Sette anni prima che l'ultimo duca della casata di Pomerania morisse, le forze svedesi avevano occupato la Pomerania nel corso della guerra dei trent'anni. Con la morte di Boghislao XIV di Pomerania nel 1637, la Svezia si rifiutò di cedere il ducato al Brandeburgo al quale sarebbe spettato per convenzioni precedenti come si è visto. Al termine della guerra la Svezia ed il Brandeburgo si accordarono nella pace di Vestfalia (1648) e con il successivo trattato di Stettino (1653) per ripartire la Pomerania tenendo presente il confine del fiume Oder: la Pomerania occidentale divenne la Pomerania svedese, mentre la Pomerania orientale divenne la Pomerania brandeburghese.
Il Brandeburgo, divenuto poi Brandeburgo-Prussia, ottenne la Pomerania svedese passo dopo passo nei secoli successivi: gran parte della fascia di territori svedesi ad est dell'Oder con la pace di Saint-Germain-en-Laye che pose fine alla guerra di Scania nel 1679, la Pomerania svedese a sud del Peenee ad est del fiume Peenestrom con Stettino col trattato di Frederiksborg e col trattato di Stoccolma che pose fine alla grande guerra del nord nel 1720, e il resto con l'isola di Rügen, Stralsund e Greifswald col congresso di Vienna che pose fine alla guerre napoleoniche nel 1815. L'ex Pomerania svedese venne unita alla parte brandeburghese a formare la Provincia prussiana della Pomerania.